# Église Saint-Louis de Chambord
Pour les articles homonymes, voir Saint-Louis et Église Saint-Louis.
L'église Saint-Louis est une église catholique située à Chambord, en France.

## Localisation
L'église est située dans le département français de Loir-et-Cher, sur la commune de Chambord à proximité du Château de Chambord et de sa mairie.

## Histoire
Bien qu'existant avant le château, l'église actuelle est construite en 1666 sous le vocable de saint Louis à la demande de Louis XIV. Elle est ensuite agrandie en 1684. Elle fait ensuite l'objet d'un projet de reconstruction par Jules Hardouin-Mansart, mais qui n'a pas de suite.
Au XIXe siècle, elle est restaurée et remaniée pour la duchesse de Berry et pour le « comte de Chambord », les travaux durent de 1830 à 1855. Le clocher-porche est achevé en 1855.
L'église est la propriété de la Maison de Bourbon-Parme jusqu'en 1932 quand l'État français leur achète 11 millions de francs.
L'église est inscrite en 1986 à l'inventaire des Monuments historiques.

## Intérieur
L'autel en bois de la chapelle gauche vient de l'oratoire privé du « comte de Chambord ». Il est surmonté d'une tapisserie montrant le vœu de Louis XIII.
Dans le chœur, se trouve le prie-dieu et les fauteuils aux chiffres du « comte » et de la « comtesse » "H et M-T" (Henri et Marie-Thérèse).
L'autel central en pierre mesure 3,55 m sur 1,20 m. Il est surmonté d'un tableau de saint Louis peint par Le Hénaff en 1854.
L'autel de la chapelle droite est dédié à la Vierge.
Le bénitier est en marbre de Carrare.

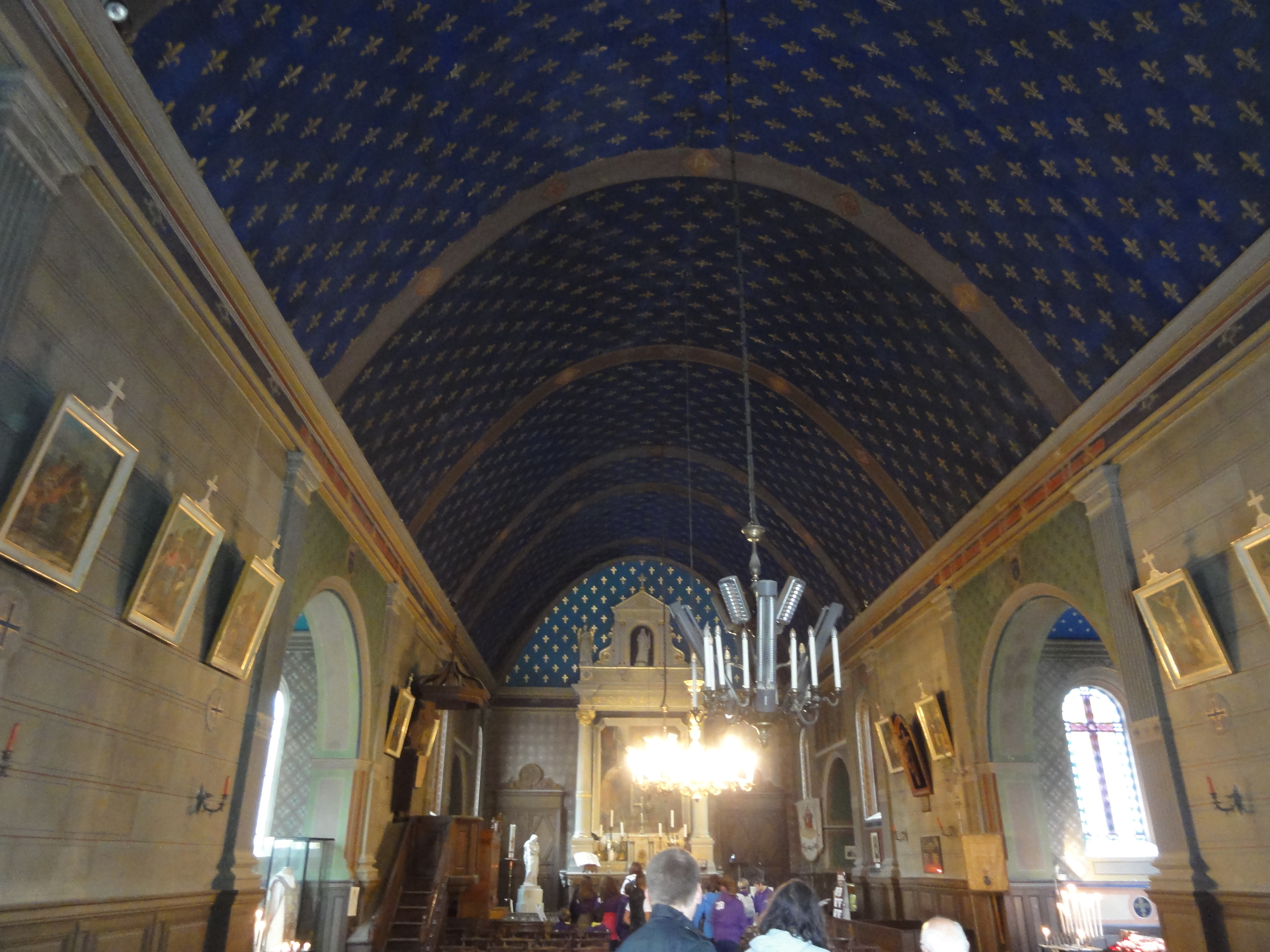
La nef.
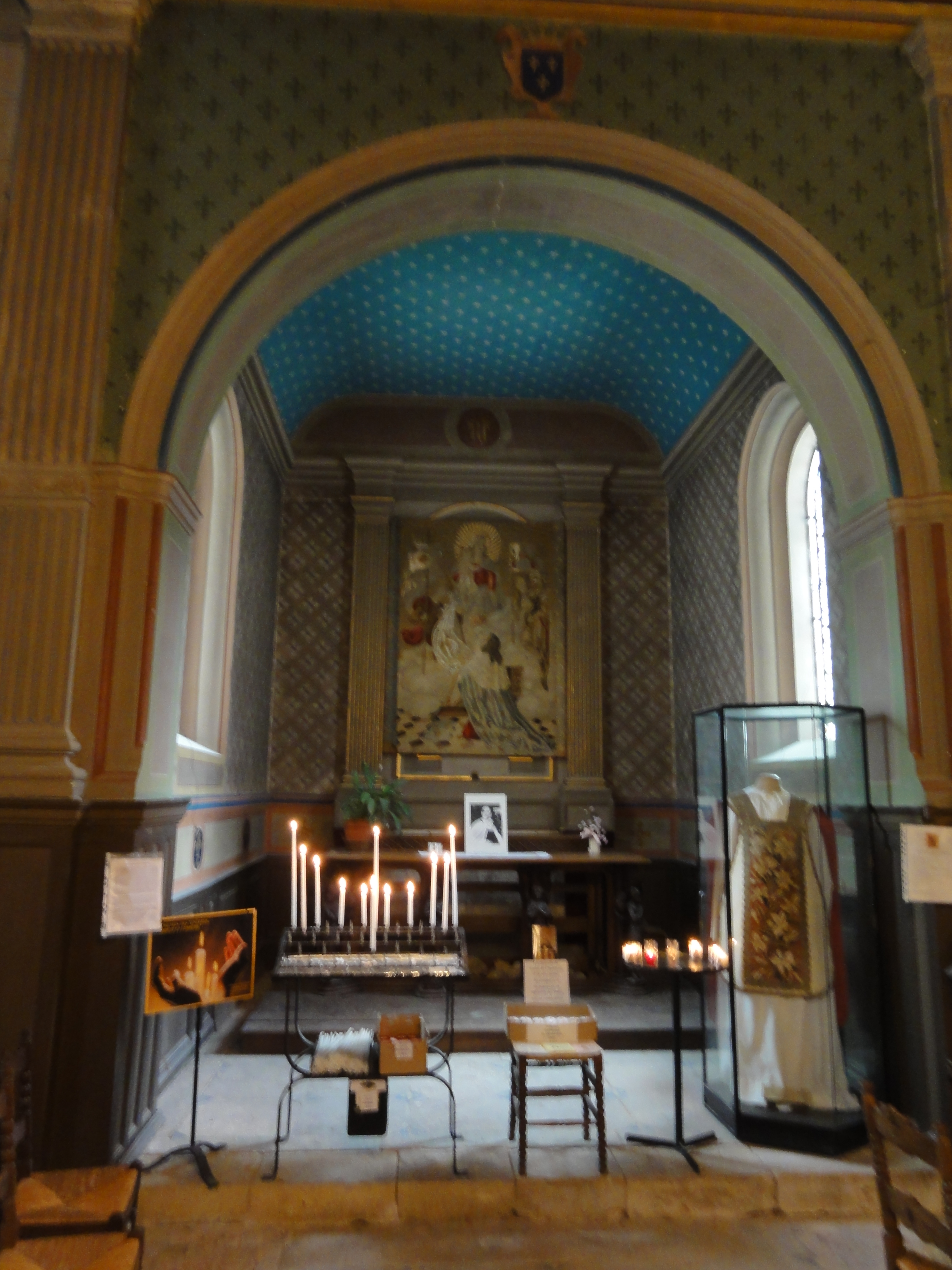
L'autel gauche.
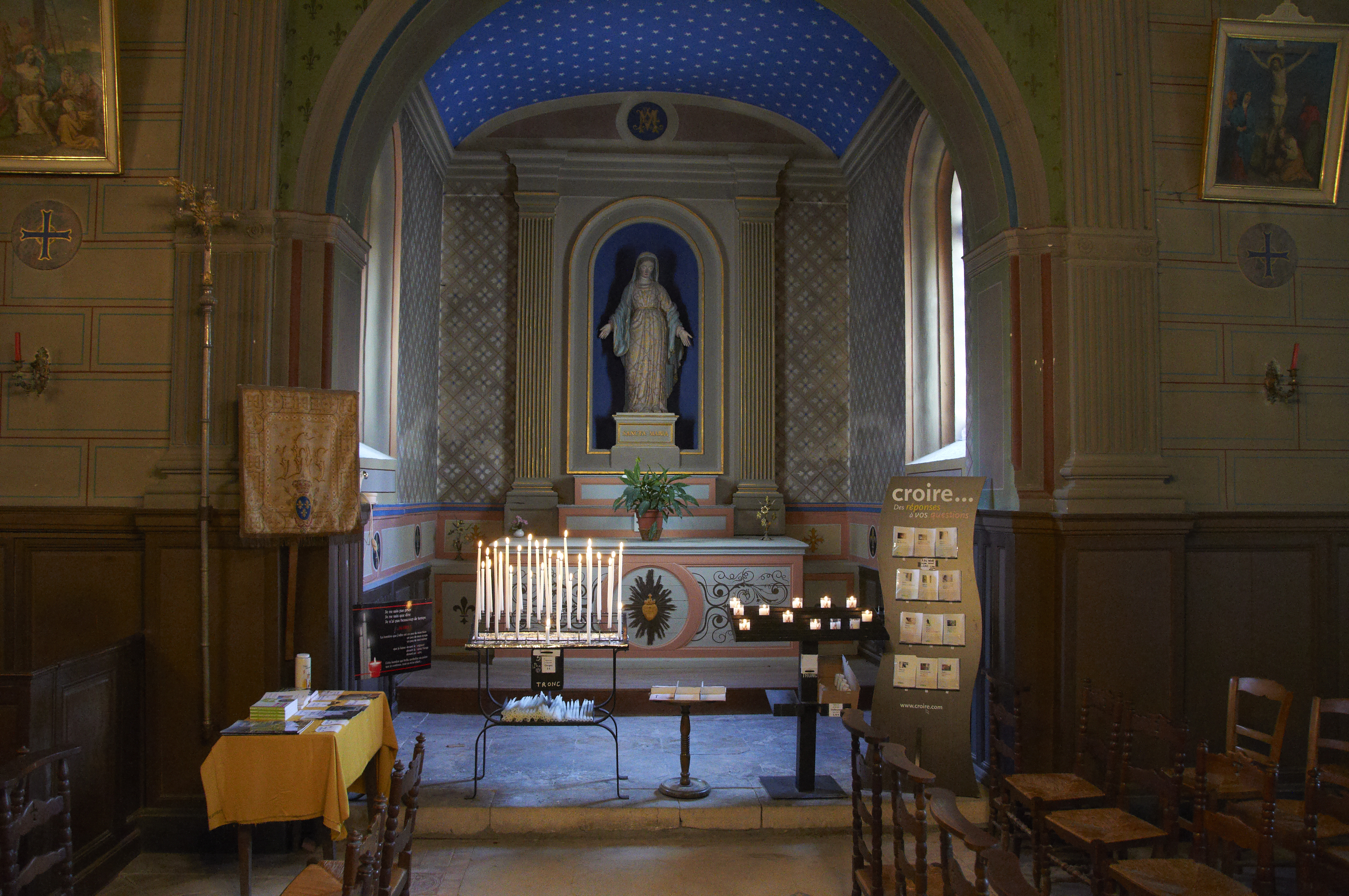
L'autel droit.
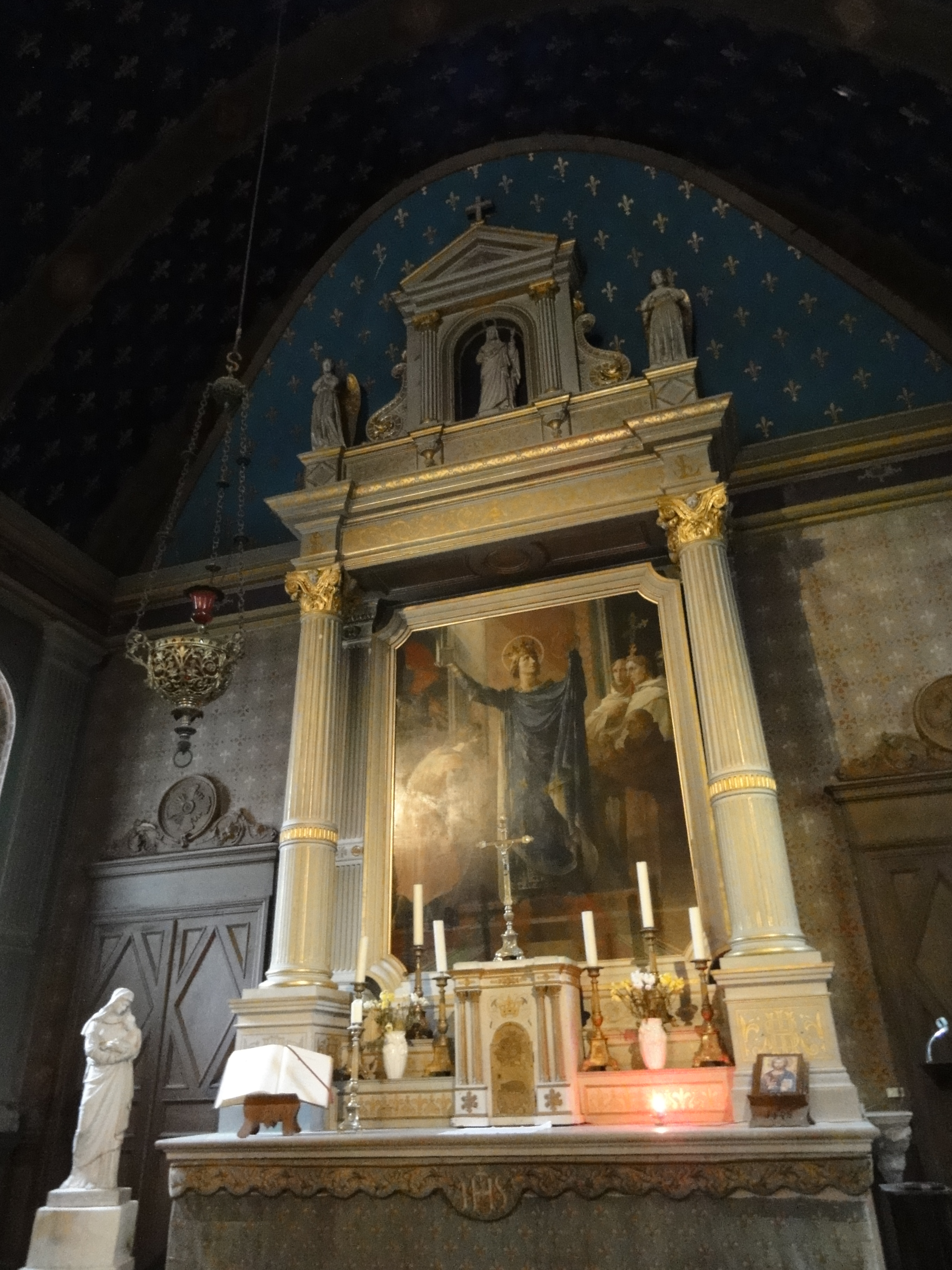
L'autel central.

## Paroisse
La paroisse est regroupée avec les paroisses de Notre-Dame-du-Perpétuel-Secours de Desbiens et Saint-André-Apôtre.